# Schaukel

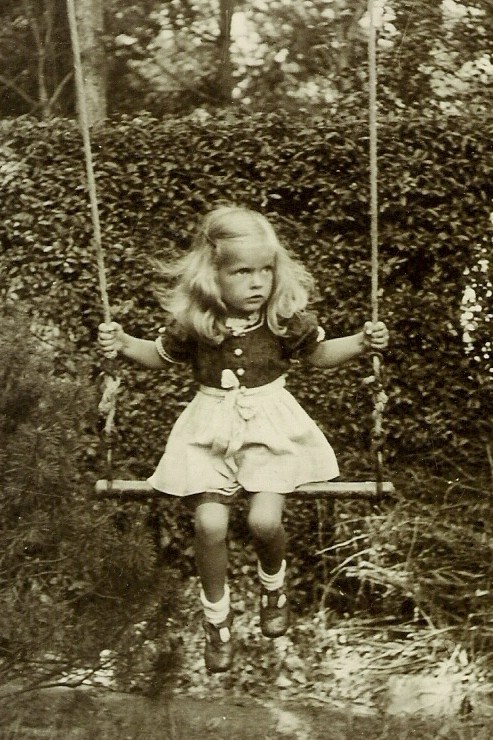
Die Schaukel als Hängesitz

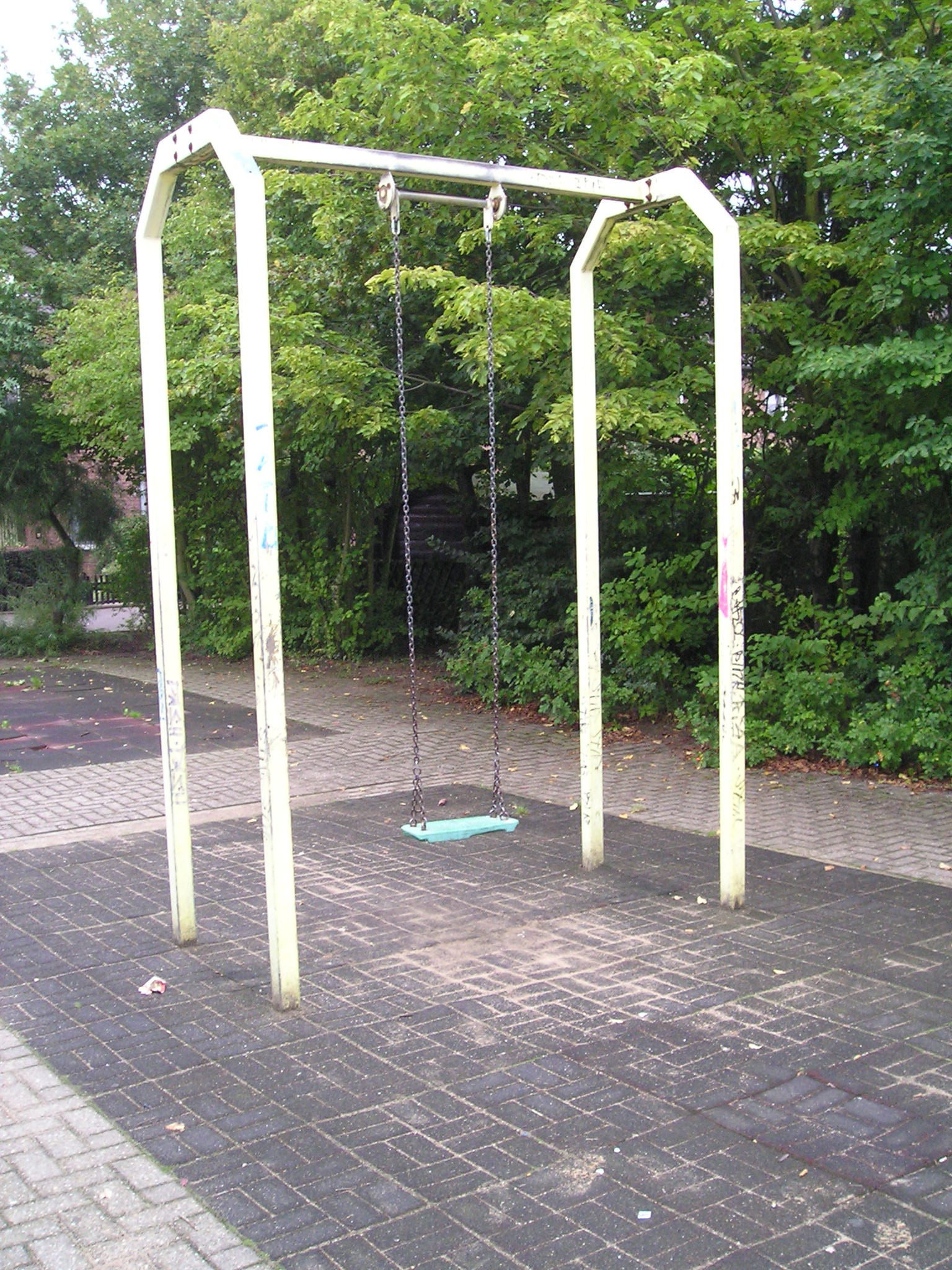
Kinderschaukel

Eine Schaukel (niederd. Schukel, bairisch Hutschn, schwäbisch Hosche, berndeutsch Rytiplampi, zentralschweizerisch Rytiseili, ostschweizerisch Gireizli) ist ein Hängesitz, mit dem man hin- und herschaukeln kann. Schaukeln stehen häufig auf Kinderspielplätzen und im Garten; es gibt sie auch im Zimmer. Das Schwungholen erfolgt durch Streck- und Beugebewegungen mit den Armen und Beinen oder durch Abstoßen von einem festen Punkt. Es gibt Schaukeln für Kinder und für Erwachsene.
Schaukelgeräte, die in öffentlich zugänglichen Bereichen stehen, müssen, wie alle Spielplatzgeräte, geltenden Sicherheitsnormen entsprechen. In Europa ist dies die Spielplatzgerätenorm EN 1176.
Kultische Bedeutung hatte das altgriechische Schaukelfest (Aiora) in der Zeit der Weinernte.

## Physik des Schaukelns
Wird eine Schaukel aus ihrer Ruhelage ausgelenkt, pendelt sie einige Male hin und her, bis die Reibungskräfte ihre Bewegung zum Stillstand bringen. Um die Schaukelbewegung aufrechtzuerhalten oder zu intensivieren, muss von der schaukelnden Person physikalische Arbeit geleistet werden. Ein solches aktives Schaukeln ist im physikalischen Sinne ein getriebenes Pendel. Dabei kommen zwei verschiedene Verfahren der Energiezufuhr zum Einsatz: Parametrische Anregung durch Verlagerung des Schwerpunktes und äußere Anregung durch Erzeugung eines Drehmoments.
Ein Überschlag ist nur mit Schaukeln möglich, die starr an Stangen aufgehängt sind, so beim Kiiking. Mit Schaukeln, die an Seilen oder Ketten (also nicht starr) aufgehängt sind, kann man sich nicht dem Überschlagspunkt nähern: Sobald man über die Horizontale hinausschwingt, schwingt man nicht auf der Kreisbahn zurück, sondern fällt herab, die Schaukelseile erschlaffen und der Schwung ist weg.

### Energiezufuhr durch Verlagerung des Schwerpunktes

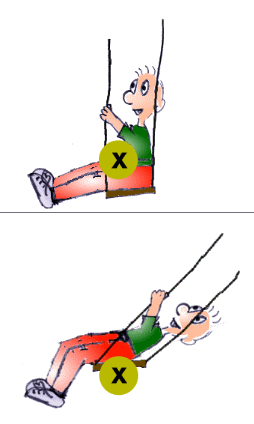
Energiezufuhr beim Schaukeln durch Heben und Senken des Schwerpunkts

Das Verfahren besteht darin, den Schwerpunkt des eigenen Körpers während der Passagen des tiefsten Punktes nach oben zum Aufhängepunkt hin zu verlagern und in den Momenten des Stillstandes an den Umkehrpunkten wieder zurück. Dieses Verfahren wird insbesondere beim Schaukeln im Stehen eingesetzt, wobei man an den Umkehrpunkten in die Hocke geht und sich am tiefsten Punkt jeweils wieder aufrichtet. Beim Aufrichten muss Arbeit gegen die Gravitation und die Zentrifugalkraft geleistet werden. Letzteres bewirkt eine Energiezufuhr, die zu einer Erhöhung der Geschwindigkeit am tiefsten Punkt führt und damit die Pendelbewegung antreibt.
Das Verfahren funktioniert nur, wenn die Schaukel bereits schwingt und wird mit zunehmender Amplitude der Schwingung effektiver. Dabei ist die Energiezufuhr am effektivsten, wenn die Schwerpunktsanhebung genau am tiefsten Punkt erfolgt, weil in diesem Moment die Zentrifugalkraft und damit auch die zu leistende Arbeit maximal ist. In der Praxis genügt es, die Anhebung des Schwerpunkts auf die gesamte Phase der Pendelbewegung von einem Umkehrpunkt zum nächsten zu verteilen. Beim Schaukeln im Sitzen geschieht das während der vorwärts gerichteten Phase der Pendelbewegung, wobei die Person von der Rückenlage in die aufrechte Sitzposition übergeht und damit den Körperschwerpunkt anhebt. Während der rückwärts gerichteten Phase wird in der Regel die aufrechte Sitzhaltung beibehalten, so dass keine Energiezufuhr erfolgt. 
Diese Umwandlung von verrichteter Arbeit in kinetische Energie durch Massenverlagerung kann über die Drehimpulserhaltung erklärt werden. Am Tiefpunkt der Pendelbewegung wirken nur Kräfte in Richtung der Drehachse. Der Drehimpuls bleibt daher in dieser Phase für einen Moment nahezu konstant, auch wenn Masse zum Drehpunkt hin verlagert wird. Diese Verlagerung entspricht einer Abnahme des Trägheitsmoments des Systems. Da der Drehimpuls das Produkt aus Trägheitsmoment und Winkelgeschwindigkeit ist, muss die Winkelgeschwindigkeit zunehmen. Dies ist wie bei einer Pirouette, bei der ebenfalls durch Verlagerung von Masse zum Drehpunkt hin eine Beschleunigung der Drehbewegung erzielt wird (Pirouetteneffekt).
Aus dieser Überlegung folgt, dass es am effektivsten ist, das Absenken des Schwerpunkts im Moment des Stillstands auszuführen, da es in jedem anderen Moment über den Pirouetteneffekt der Pendelbewegung Energie entziehen würde. Potenzielle Energie, die beim Absenken des Schwerpunktes im Moment des Stillstandes frei wird, führt nicht zu einer Veränderung der Geschwindigkeit in Richtung der Pendelbewegung und daher auch nicht zu einer Veränderung des maximalen Ausschlags der Schaukel. Aus analoger Überlegung folgt, dass beim Aufrichten am tiefsten Punkt die größte Veränderung der Geschwindigkeit in Richtung der Pendelbewegung erzielt werden kann.

### Energiezufuhr durch Drehbewegung des Körpers
Der Übergang zwischen dem aufrechten Sitzen und der Rückenlage entspricht nicht nur einer Schwerpunktverlagerung, sondern auch einer Drehbewegung des Körpers mit dem Schaukelbrett in etwa als Drehachse. In der Praxis wird ein großer Teil dieser Drehbewegung am Umkehrpunkt ausgeführt, insbesondere am hinteren. Das Einleiten einer solchen Drehbewegung entspricht der Erzeugung eines Drehimpulses. Wegen der Drehimpulserhaltung muss der Drehimpuls der Körperdrehung durch einen zweiten kompensiert werden. Dafür kommt nur eine Drehbewegung des Pendels als Ganzes in Frage. Da sie der Körperdrehung entgegengesetzt sein muss, handelt es sich um eine, die die Schaukel am Umkehrpunkt ein Stück anhebt und damit die Pendelbewegung verstärkt. Sobald die Drehbewegung der Person nach dem Umkehrpunkt beendet wird, entspricht dies einem Drehimpuls in entgegengesetzter Richtung, der auf die Schaukel übertragen wird, nunmehr in entgegengesetzter Richtung, und die Pendelbewegung nach unten verstärkt.
Dieses Verfahren ist auch anwendbar, wenn die Schaukel noch nicht schwingt. Es ist daher möglich, im gestreckten Stand aktiv zu schaukeln, indem man seinen Oberkörper am vorderen Umkehrpunkt nach vorne und am hinteren nach hinten verlagert, was jeweils einer Drehbewegung des Körpers entspricht. Diesem Antrieb durch Austausch von Drehimpuls zwischen der Körperbewegung und der Schaukel als Ganzem ist es zu verdanken, dass man auf einer Schaukel im Ruhezustand ohne Anstoßen am Boden oder durch eine weitere Person eine Schaukelbewegung einleiten kann. Mit dem oben beschriebenen Verfahren einer reinen Schwerpunktsverlagerung ist das nicht möglich.

## Varianten und Bauarten

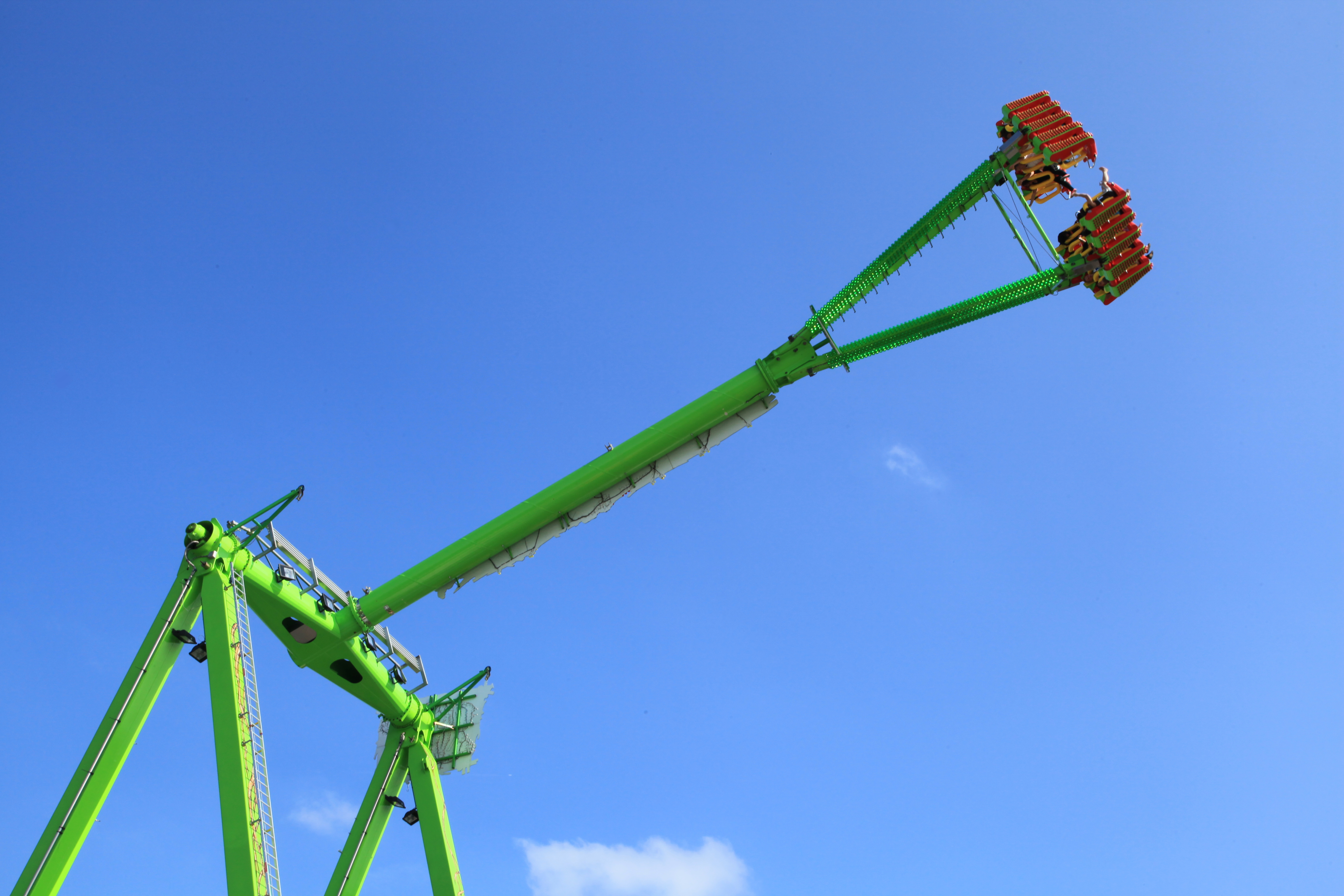
Schaukel als Fahrgeschäft auf einer Kirmes

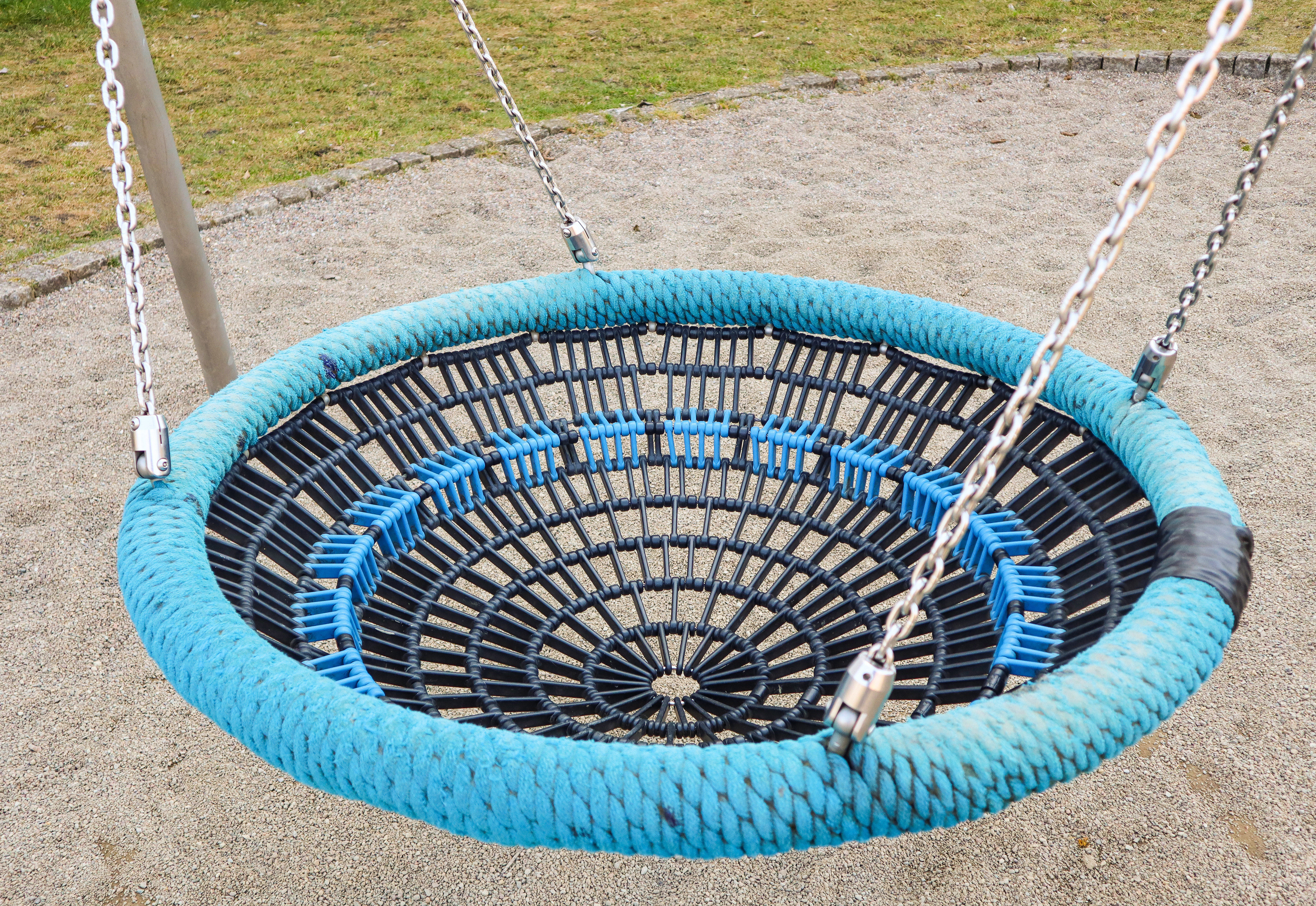
Nestschaukel

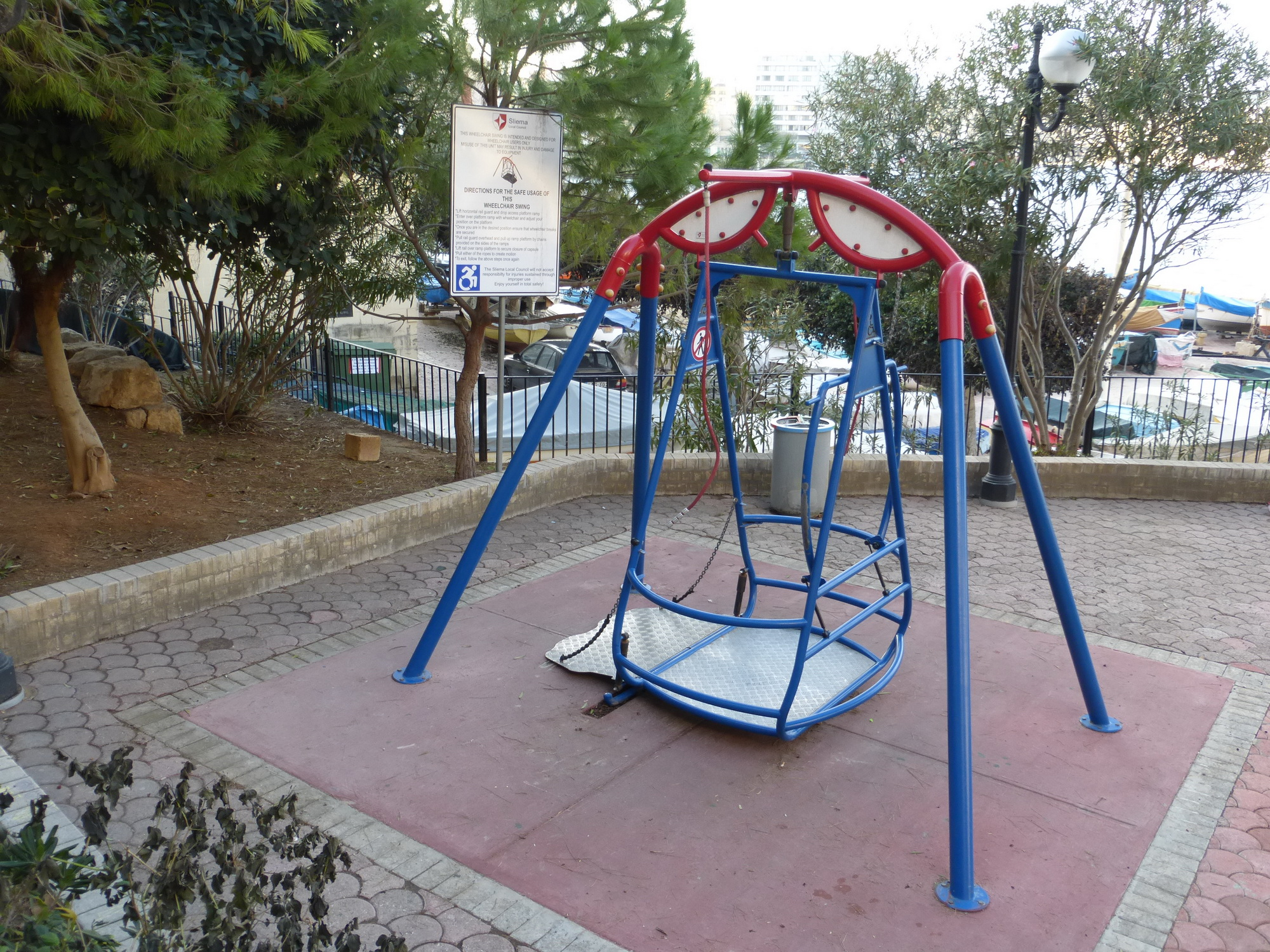
Schaukel für Rollstuhlfahrer in Sliema (Malta)

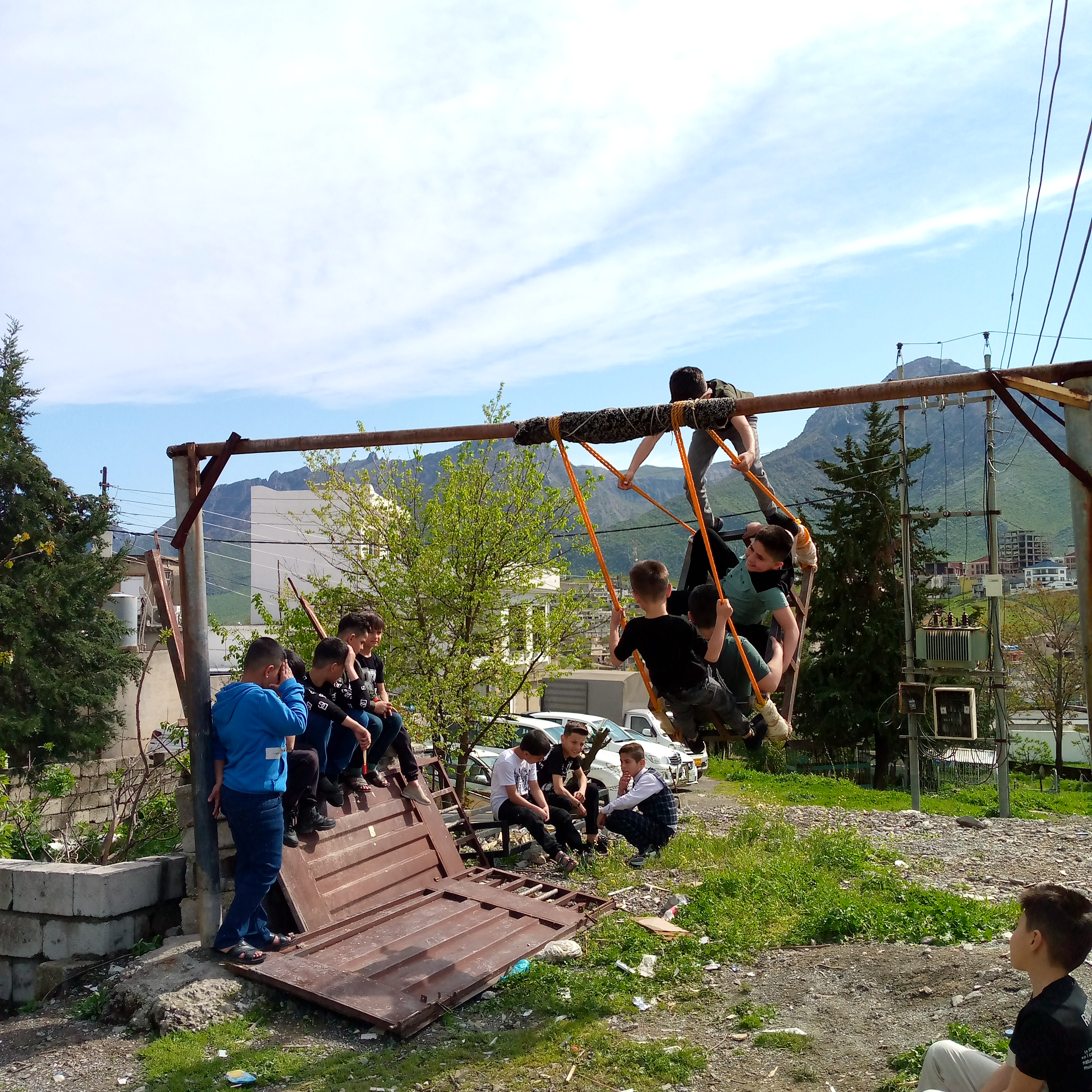
Schaukelnde Kinder in Rawanduz

Es gibt auch zahlreiche Fahrgeschäfte auf Volksfesten mit Schaukeln. Hierbei kann der Antrieb entweder durch den Fahrgast (kleine Schiffsschaukel) oder maschinell erfolgen. Der maschinelle Antrieb geschieht häufig elektrisch mit Hilfe eines stationären luftgefüllten Reifens, der an der Unterseite der Fahrgastgondel entlang läuft, sobald diese über ihn fährt. 
Im Zirkus hängen Schaukeln frei an Seilen oder Ketten, wie das Schaukel- oder Schwebereck, das Trapez genannt wird. Vergleichbar dem Schleuderbrett, wird auch eine spezielle Schaukelkonstruktion in der Artistik verwendet. Hierbei stehen zwei Personen auf einem Brett, welches als Schaukel aufgehängt ist. An einem Ende des Brettes ist ein flaches, keilförmiges Podest installiert, um einen sicheren Absprung zu ermöglichen. Der Drehpunkt liegt, wie bei der Schiffsschaukel, mehrere Meter über dem Brett. Nach dem Aufbau von ausreichend Schwung springt eine der Personen am höchsten Punkt ab und kann, durch Ausnutzen des weiteren Impulses, auf ihrem Weg durch die Luft entsprechende Salti vollführen.
Die Partnerschaukel ist eine Doppelschaukel für zwei sich gegenüber sitzenden Personen, bei der je beide Schaukelketten im oberen Viertel durch Seile mit der gegenüberliegenden Schaukel verbunden sind. Sie bilden so ein gekoppeltes System. Die Schaukelbewegung des einen überträgt sich auf die Schaukelbewegung des anderen. 
Eine Netzschaukel oder ein Schaukelbett oder eine Vogelnestschaukel oder ein Schaukelnetz ist ein Netz, in das sich mehrere Personen setzen können.
Eine Hollywoodschaukel ist eine beweglich aufgehängte Gartenbank.
Keine Schaukeln im eigentlichen Sinne sind die auch Schaukelsteine genannten Wackelsteine. Es handelt sich dabei um große Gesteinsblöcke, die trotz ihrer Masse leicht beweglich auf ihrer Unterlage balancieren.